# Muhafazat al-Burajmi
Muhafazat al-Burajmi (arab. محافظة البريمي) – gubernatorstwo (muhafaza) Omanu, położone w północnej części kraju. Ośrodkiem administracyjnym jest miasto Al-Burajmi. Jego powierzchnia wynosi ok. 7 000 km². 
Na zachodzie graniczy z Zjednoczonymi Emiratami Arabskimi, od wschodu z muhafazą Szamal al-Batina, a od południa z muhafazą az-Zahira (według podziału administracyjnego do 2011 odpowiednio z mintakatami al-Batina i az-Zahira).
Położony w strategicznym, nadgranicznym regionie północno-zachodnim. Historycznie był istotnym ośrodkiem handlowym i rolnym (uprawa pszenicy, daktyli i owoców), ponieważ dzięki wysokiemu położeniu był stosunkowo dobrze nawodniony (naturalne uedy i sztuczne kanały afladż).
Według spisu powszechnego z 2010 roku liczba mieszkańców wynosiła 72 917 osób, a wedle informacji centrum statystyk Omanu, w 2016 roku zamieszkiwało tam 107 501 osób. 
W jego skład wchodzą 3 wilajety:
- Al-Burajmi
- Sunaynah
- Mahdah